# キブラ・コーラ
キブラ・コーラ(英語:Qibla-Cola)は、かつて存在したソフトドリンク(コーラ)である。Qibla Cola Company社のフラグシップとなる商品であり、ダービー(イングランド)に本社があった。この会社は、経営において自社の利益の10%をチャリティー活動に充てる事で、ライバル他社との差別化を図っていた。2005年9月に管財人の立ち入りを受けて倒産するまで、北アメリカ, オランダ, パキスタン, マレーシアに流通を拡大していた。

## 創業者
Qibla Cola Company社の創業には、ダービー出身のザヒダ・パーヴェーンとザファー・イクバル(いとこ同士)の2人が関わった。ザヒダ・パーヴェーンは多くの慈善団体を抱え込み、自社の全ての利益の10%をチャリティーに寄付するという社会的な目的によって、当社を特徴付ける事を決定した。アビド・フッサーインは当社の実質経営者であり、投資者であった。

## 流通状況
キブラ・コーラは2003年2月にイギリスの市場で発売され、数ヶ月もしないうちに英国内で流通経路を確立した。BBCなどの大メディアが流通経路の拡大と世界的な投資に興味を持ち、特集されるに至った。ヨーロッパや北アメリカ、それにアジア、国で言えばカナダ, オランダ, パキスタン, バングラデシュ, トルコ, マレーシアに流通経路を作る事に同意を得た。

## 経営哲学

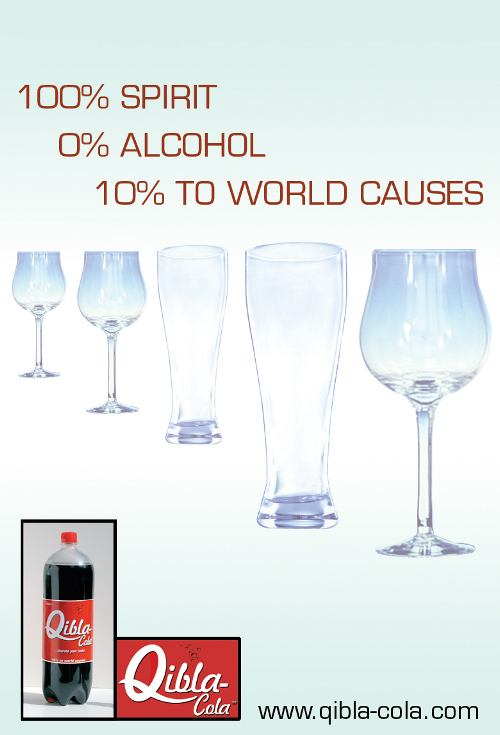
キブラ・コーラの広告ポスター

キブラ・コーラの経営戦略と企業理念は、道義的な消費への願望に踏み込む試みに反映されている。それは、多くの多国籍企業であるソフトドリンク会社の慣習や倫理に慎重なコーラの愛飲者にとって、真の代用品になる事を訴えた物であった。キブラの倫理的なスタンスは世界中の人道上の問題に対して、自社の利益の10%を寄付するという会社のマニフェストに誓約されていた。
社名にあるqiblaは、本来の語源としては「direction」を意味する物であった。それ故、キブラ・コーラは会社がムスリム市場での成功を得て、当社の商品が全てハラールの認定を受けても、全ての宗教の信仰者，民族に対して販売する目的を持っていた。qiblaという用語は、ムスリムが聖地・メッカのマスジド・ハラームの方角を向いて、祈りを捧げる建築物であるカアバから来ている。その上、創業者の1人、ザファー・イクバルの姓(Iqbal)を綴り変えると、Qiblaになるというおまけもあった。
2つのコーラのバリエーションがあったが、会社が製造して販売した物は以下のような物がある。
- キブラ・マンゴー(Qibla Mango)
- キブラ・グアバ(Qibla Guava)
- キブラ・ファンタジー(Qibla Fantasy。オレンジ味)
- キブラ・ファイブ(Qibla 5。レモン・ライム味)
- キブラ・ウォーター(Qibla Water。プレミアム・スプリングウォーターを使用)

キブラ・コーラの競争相手は、当初イランのザムザム・コーラであったが、後に米資本のコカ・コーラやペプシコーラグループも加わった。

## 終焉
トルコ, マレーシア, パキスタン, バングラデシュにあった会社は、独立した会社として生まれ変わった。 
2005年9月にライバル会社の経営者によって、イギリス国内にあった本社は管財人の下に入り、倒産した。